# Dodge Aries

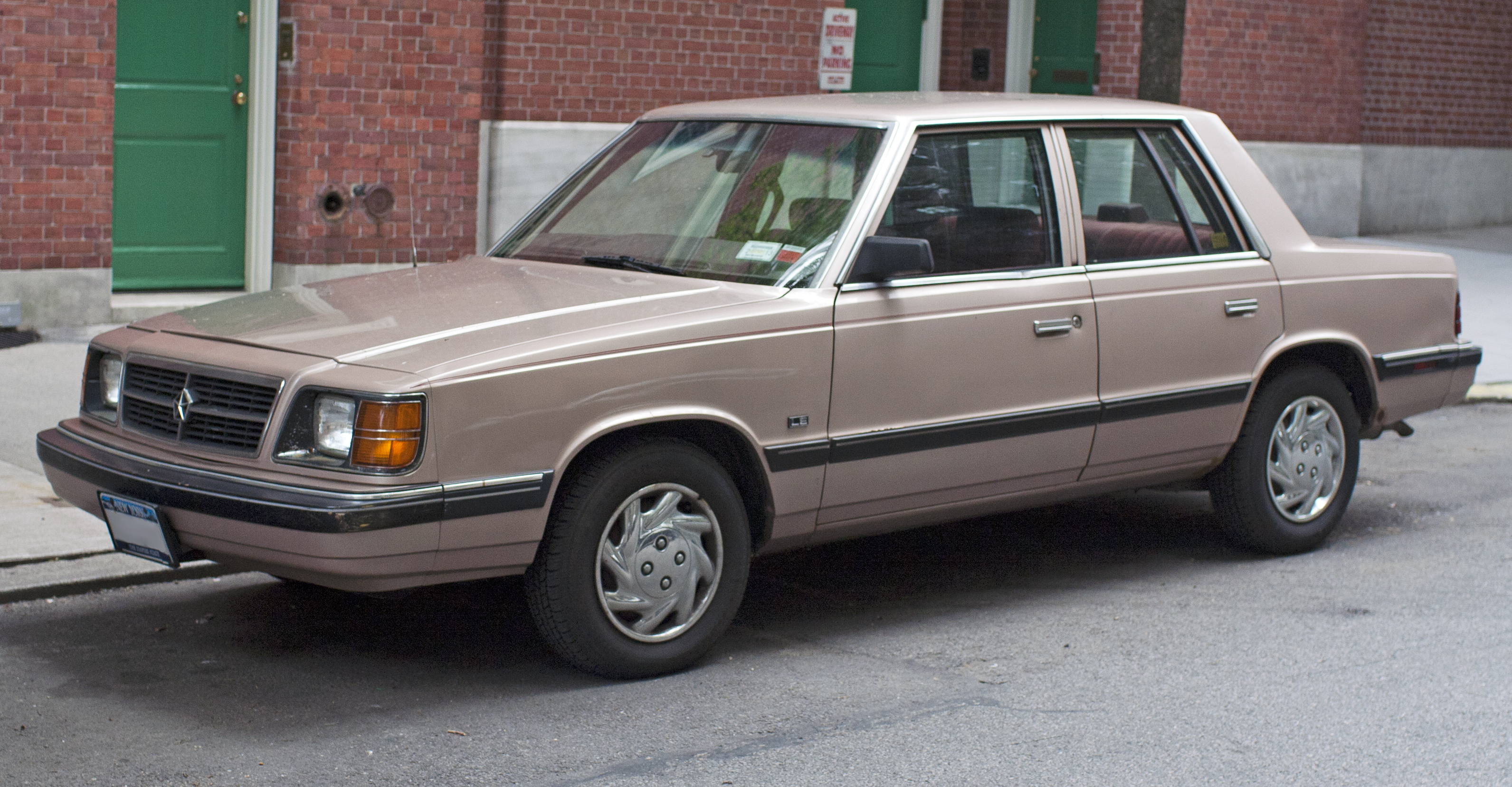
Dodge Aries del 1985-1989

El Dodge Aries o Dodge Dart K a Mèxic va ser un dels primers, juntament amb el Plymouth Reliant, anomenats "K-Cars" (usen la plataforma "Chrysler K"), fabricats per Chrysler. Presentat el 1981, l'Aries va substituir al Dodge Aspen. El Dodge Aries, com el Reliant, són de tipus compact, encara que l'espai interior era el d'un "mid size".
El Reliant i l'Aries han estat 2 models que van contribuir a la recuperació econòmica del grup Chrysler; a més van augmentar els nivells de qualitat estàndard dels cotxes fabricats per marques nacionals. La revista Motor Trend va atorgar-li el títol de cotxe de l'any del 1981.

## Informació general

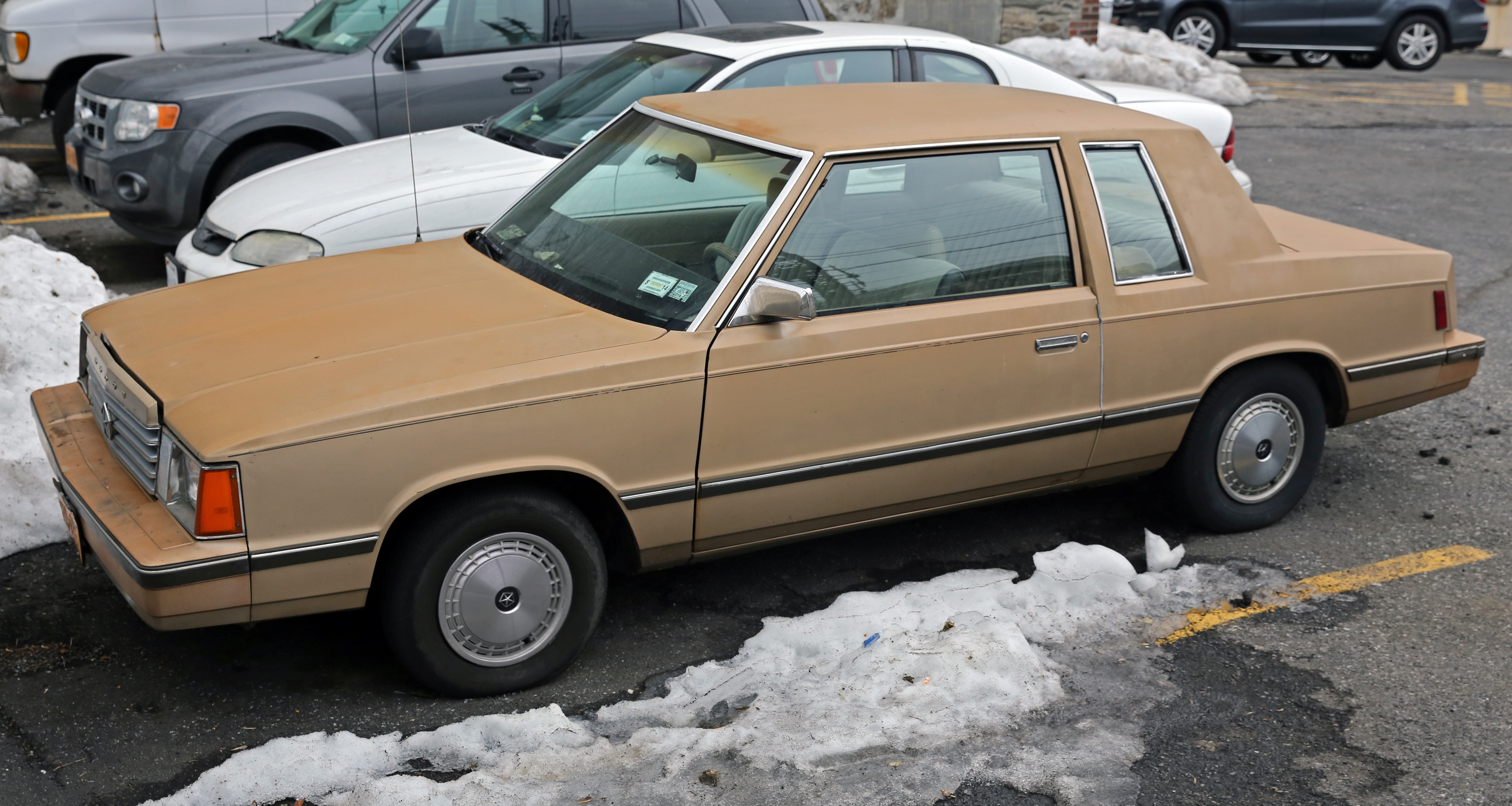
Dodge Aries Coupe del 1983-1984

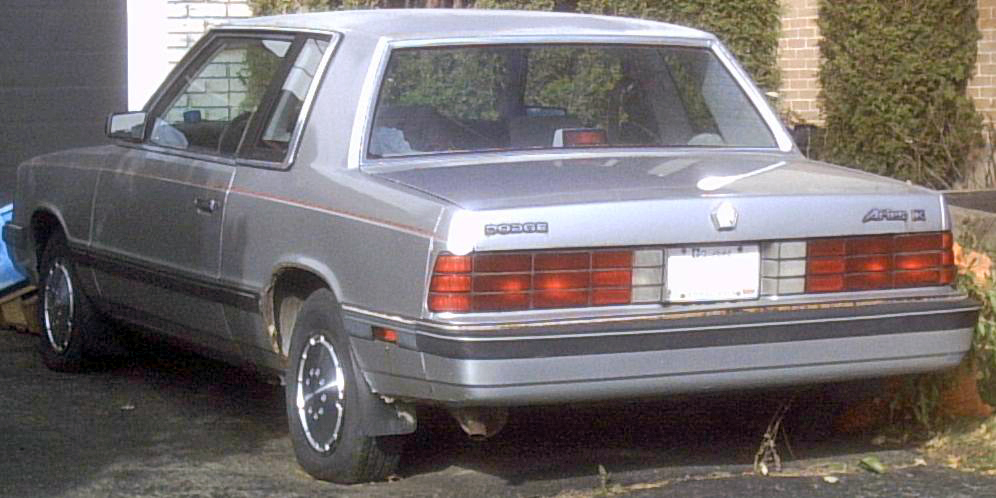
Dodge Aries Coupe del 1985-1989

Construït sota la plataforma Chrysler K a les plantes de Newark, Delaware, Toluca, Mèxic i Detroit, Michigan, l'Aries va oferir-se en 3 carrosseries diferents: una coupe de 2 portes, una sedan de 4 portes i una familiar, station wagon, de 5 portes (que desapareix el 1988). Com molts "K-Cars", l'Aries ofereix l'opció d'ubicar a 6 passatgers.
Mides de l'Aries
Batalla (Wheelbase): 2,547 m (100.3 in)
Llargada (Length): 4,536 m (178.6 in)
Amplada (Width): 1,727 m (68.0 in)
Alçada (Height): 1,333 m (52.5)
Els paquets d'equipament eren tres: El Base, Custom i Special Edition (SE). Els familiars només podien elegir amb el Custom i el SE. El Custom desapareix del coupe i sedan el 1983 i el substitueix el Luxury Edition (LE). El 1986, el SE desapareix.
Mecànicament el model de Dodge va començar amb un motor 2.2L Chrysler K. En opció hi havia un 2.6L de Mitsubishi que el venien amb el nom de "HEMI", ja que el motor tenia cambres de combustió hemisfèriques.
Però aquest va ser substituït per un 2.5L TBI degut als problemes de fiabilitat que tenia el motor nipó. També el 2.2L adoptarà un sistema d'injecció electrònica TBI.
| Any       | Motor                            | Potència | Torsió  |
| --------- | -------------------------------- | -------- | ------- |
| 1981-1985 | 2.2 L Chrysler K 2.2 I4          | 84 cv    | 150 N·m |
| 1986-1989 | 2.2 L Chrysler K 2.2 TBI I4      | 93 cv    | 165 N·m |
| 1986–1989 | 2.5 L Chrysler K 2.5 TBI I4      | 100 cv   | 183 N·m |
| 1981-1985 | 2.6 L Motor Mitsubishi Astron I4 | 92 cv    | 178 N·m |
| 1981-1985 | 2.6 L Motor Mitsubishi Astron I4 | 101 cv   | 189 N·m |

Respecte de les transmissions, l'Aries gaudeix d'un bon nombre de caixes de canvi, concretament, dos de manuals i dos d'automàtiques: manuals de 4 (el 1986 desapareix de la gamma) i 5 velocitats i automàtica de 3 velocitats Torqueflite A413 i Torqueflite A470.
Models que competien amb el Aries eren el Ford Tempo, Mazda 626 i Pontiac Grand Am.
Al 9 de desembre de 1988 van sortir els últims Aries de fàbrica. El model de 1989 no era altre que el de 1988. L'Aries va ser substituït pel Dodge Spirit el 1989.

## Resposta dels consumidors
L'èxit dels "K-Cars" és motivat perquè eren barats, raonablement fiables i complien tot el que el fabricant anunciava, com un mitjà econòmic de transport per a 6 persones, per aquest motiu es diu que aquests cotxes van ajudar a millorar la situació econòmica de Chrysler. Ells van ser els que van fixar una nova era de cotxes més petits i més eficients en consum de tracció davantera, una tradició que avui dia segueix GM, Ford i Chrysler. I l'Aries hi ha participat un paper molt important, per exemple, en les vendes dels "K-Cars" (Reliant i Aries):

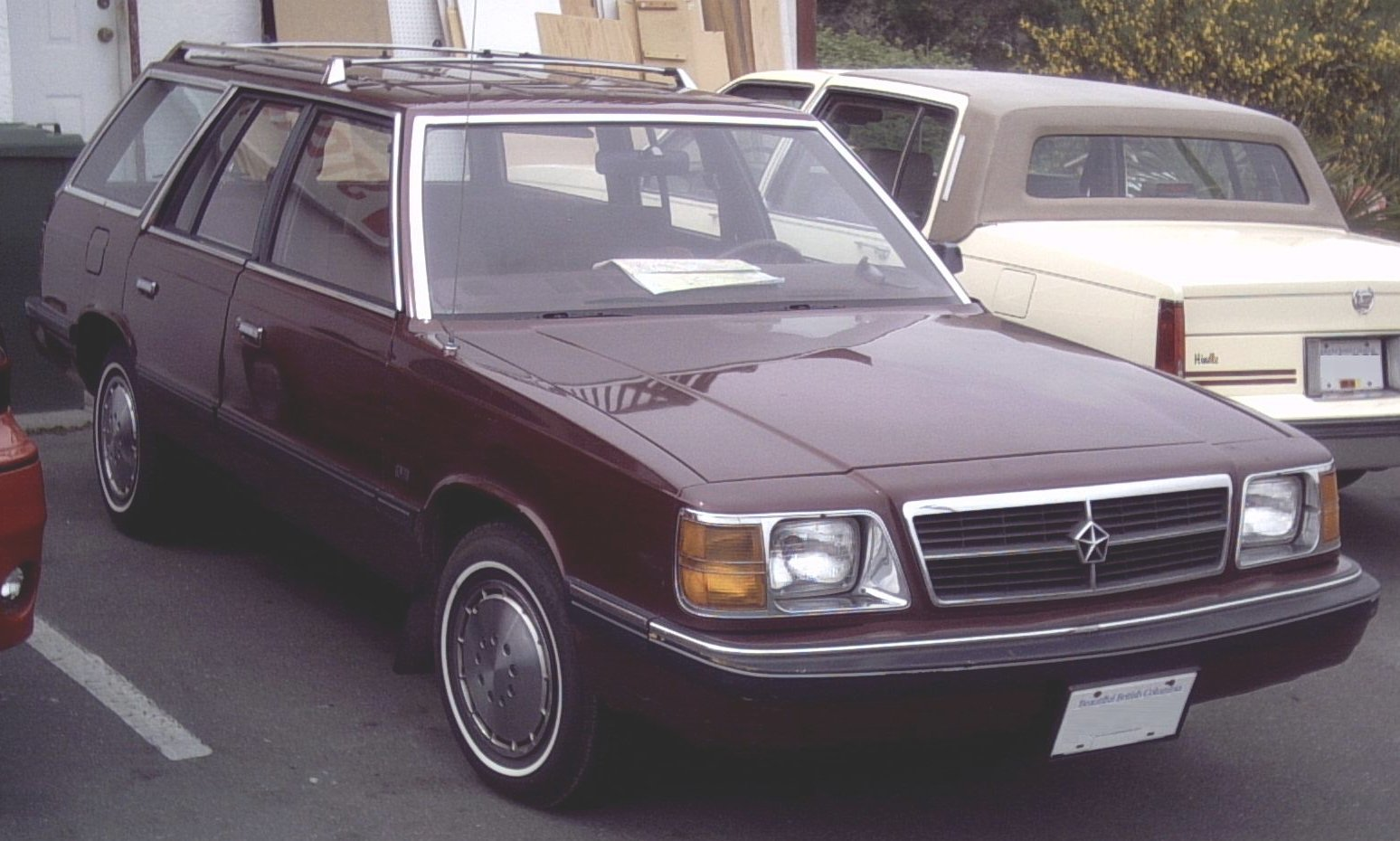
Dodge Aries Station Wagon

| Any de comercialització | Unitats venudes en total |
| ----------------------- | ------------------------ |
| 1981                    | 155,781                  |
| 1982                    | 104,663                  |
| 1983                    | 112,539                  |
| 1984                    | 120,032                  |
| 1985                    | 117,975                  |
| 1986                    | 97,368                   |
| 1987                    | 99,299                   |
| 1988                    | 111,363                  |
| 1989                    | 53,196                   |

## Informació mediambiental
El Dodge Aries del 1985 amb un motor 2.2L i una transmissió automàtica de 3 velocitats té un consum de 24 mpg ciutat / 29 mpg carretera l'equivalent a 8,1 l/100 per carretera i 9,8 l/100 per ciutat. Sobre emissions, l'Aries emet 7,0 tones de CO₂ a l'atmosfera anualment.